# Josep Cubells i Ribé
Josep Cubells i Ribé (11 de juny del 1964) és un advocat i dirigent esportiu català, conegut per la seva vinculació amb el Futbol Club Barcelona. És el secretari de la Junta Directiva i directiu de la secció de bàsquet del Futbol Club Barcelona.
Va entrar a formar part de la Junta Directiva del FC Barcelona el 15 de juny del 2003, coincidint amb la victòria de la candidatura encapçalada per Joan Laporta a les eleccions a la presidència del club. Josep Cubells, que va arribar a jugar a la Segona Divisió espanyola de bàsquet en edat juvenil amb el conjunt del Sant Cugat, ha estat al costat de la secció de bàsquet del FC Barcelona durant molts anys, acompanyant l'equip a la final de la Recopa a Grenoble i a quatre Finals a Quatre de l'Eurolliga. Prové de família molt lligada al bàsquet, com és l'expresident de la FEB i persona pionera del bàsquet estatal, Anselmo López.
És llicenciat en dret per la Universitat de Barcelona (UB) i membre de l'Il·lustre Col·legi d'Advocats de Barcelona. Ha obtingut el màster en Comerç Internacional i és diplomat en dret civil de Catalunya. En l'àmbit professional, disposa d'un despatx d'advocats propi, Iuris Grup 2164. La seva trajectòria professional com a advocat va començar des de ben jove després de fer-se càrrec del seu propi bufet un cop finalitzada la seva formació universitària.
Josep Cubells ha exercit al FC Barcelona les funcions de secretari de la Junta Directiva i, a més, ha ocupat la presidència de la comissió jurídica del club i responsable de la secció de bàsquet. Va ser el secretari de la primera convocatòria del “senat Blaugrana”, que congrega els 1.000 socis més antics del club, el 16 d'agost del 2008.
En la seva tasca al capdavant de la secció de bàsquet, càrrec que ocupa des del novembre del 2007, Josep Cubells aspira a aconseguir que l'afició se senti orgullosa de l'equip. La potenciació dels jugadors catalans de referència i del planter amb estrangers de reconeguda vàlua és la màxima a seguir.
El juny del 2008 elegeix Joan Creus com a nou secretari tècnic de la secció. El juliol d'aquell any ocupà dos càrrecs: secretari de la Junta i directiu responsable del bàsquet.
El mes de febrer del 2009 presideix la Comissió de modificació d'Estatuts del Futbol Club Barcelona, que van ser posteriorment aprovats a l'Assemblea de Compromissaris de l'agost del 2009.
Josep Cubells intervingué l'any 2008 en les negociacions pel retorn al club de Joan Carles Navarro i l'any 2009 en el fitxatge de Ricky Rubio. Intervingué i dirigí, en la condició de secretari del Club el procés electoral a la Presidencia del FCBarcelona del juny del 2010.
El mes de març de 2011 és designat com a President del Club de Finances de la Universitat de Barcelona.

## Palmarès del FC Barcelona de bàsquet durant el seu mandat
- 2009-2010 Eurolliga
- 2009-2010 Copa del Rei
- 2009-2010 Supercopa ACB
- 2009-2010 Lliga Catalana
- 2008-2009 Lliga ACB